# Brackiella
Brackiella es un género de bacterias gramnegativas de la familia Alcaligenaceae. Actualmente contiene una sola especie: Brackiella oedipodis. Fue descrito en el año 2002. Su etimología hace referencia al patólogo alemán Manfred Brack. El nombre de la especie hace referencia al tamarino Saguinus oedipus. Es aerobia e inmóvil. Tiene un tamaño de 0,9 μm de ancho por 1,1 μm de largo. Catalasa y oxidasa positivas. Forma colonias ligeramente rugosas, y de color blanco en agar TSA tras 2 días de incubación y de color grisáceo en agar sangre, sin hemólisis. No crece en agar MacConkey. Temperatura óptima de crecimiento de 37 °C. Es sensible a amikacina, ampicilina, cefotaxima, cefoxitina, ceftazidima, cloranfenicol, ciprofloxacino, gentamicina, kanamicina, ácido nalidíxico, tetraciclina, estreptomicina y trimetoprim-sulfamerazina. Se ha aislado del corazón de un tamarino, posiblemente con endocarditis. 